# Рат у Либији (2011)
Рат у Либији је почео након што су се антивладини протести претворили у оружану побуну, а затим и у грађански рат између државних и побуњеничких снага. Након вишенедељних сукоба, Савет безбедности Организације уједињених нација је 17. марта 2011. одобрио успостављање зоне забране лета изнад Либије, што је довело до вишемесечних ваздушних удара у овој земљи, најпре под вођством неколико западних земаља, а потом и НАТО-а. Упркос релативно неутралном тону резолуције, удари су били усмерени искључиво против снага под командом Гадафија.
Протести су почели 15. фебруара с циљем смене владе, а после неколико дана су се претворили у оружану побуну. У првим данима сукоба побуњеници су имали више успеха, те су под своју контролу ставили неколико стратешки важних градова. Контраофанзива коју су покренуле либијске оружане снаге резултовала је падом већине побуњеничких упоришта и када је запретила опасност да заузму и главно побуњеничко упориште, град Бенгази, Савет безбедности Организације уједињених нација је донео резолуцију о успостављању зоне забране лета и о заштити цивилног становништва. Војну интервенцију у Либији је спроводила коалиција земаља коју су чиниле Француска, Уједињено Краљевство, САД и Канада, док је касније НАТО преузео иницијативу. Од тада, одвијају се напади ваздушних снага НАТО-а по циљевима у Либији и воде се међусобне борбе између либијских оружаних снага и побуњеника. Неколико месеци, зараћене стране су контролисале различите делове земље- Либијска Џамахирија, са Моамером Гадафијем имала је седиште у званичној престоници, Триполију, те су њене трупе држале западни део земље; док су побуњеничке трупе, под вођством Прелазног националног савета имале седиште у Бенгазију и контролисале источни део земље.
Дана 20. августа, побуњеници покрећу офанзиву, која се окончава освајањем Триполија. У наредна два месеца, Гадафијеве снаге пружају отпор из свега неколико енклава, са седиштем у Сирту. Дана 20. октобра, уследила је нова офанзива, која је довела до пада града, те хапшења и смрти вишедеценијског либијског вође, његовог сина Мутасима, као и неколико људи из његовог круга. Организација уједињених нација је званично затражила истрагу о Гадафијевој смрти, јер би она могла да буде ратни злочин.

## Позадина

### Муамер ел Гадафи
Либијски вођа Муамер ел Гадафи је владао Либијом након пада монархије (1969). Он је после пензионисања Фидела Кастра (2008) и смрти Омара Бонга (2009) постао владар са најдужим стажем тренутно на свету. Викиликс је открио тајна документа Сједињених Држава у којима се о Гадафију говори као о „мајстору за тактичко маневрисање“. Док је постављао рођаке и чланове свог племена на главне војне и државне позиције, опрезно је маргинализовао ривале, чиме је одржавао баланс моћи, стабилности и економског развоја. Ово је пренео и на своју децу, чиме је успео да избегне опасност постојања ривала и наследника у својим редовима.

### Нафтно богатство
Нафта учествује у БДП Либије са чак 58%. Држава са таквим националним богатством нема велике потребе за високим порезима од других индустријских грана и последица је мања жеља за развојем средње класе. Да би сломио сваку опозицију, таква влада може да користи средства од националних ресурса како би понудила услуге народу, или онима који подржавају владу. Либијска нафта се налази у држави која има тек нешто више од 6 милиона људи,.

### Развој земље
Економски показатељи попут БДП по глави становника са 14,878 долара, или писменост са 87% показују да је Либија развијенија у односу на Тунис и Египат. Са друге стране грађани Либије сматрају се добро образованим и са високим стандардом. Индекс перцепције корупције је у 2010. години био 2,2, чиме Либија лошије стоји у односу на Тунис и Египат где су се такође десили протести. Ова специфична ситуација створила је велике контрасте међу добро образованим људима жељним демократизације и променама у понашању власти (корупција, политички систем). Верује се да је зарада од продаје нафте трошена, између осталог, и за спонзорисање милитантних и терористичких напада по свету. У међувремену, развој земље није ишао подједнако, тако да су источни делови били запостављени и постајали су сиромашнији током спровођења Гадафијевих економских начела, садржаних у Зеленој књизи. Протести и устанак народа види се и као део протеста у Арапском свету у 2011. години који су већ резултовали променама на власти суседних земљама.

### Умешаност Ал Каиде
Либијска власт је од почетка протеста оптуживала Ал Каиду да стоји иза немира. Постојање Ал Каиде на територији Либије потврђује статистика да се у градовима попут Дарне или Бенгазија налази највећи број терориста у свету, а да се град Дарна може сматрати „светском престоницом џихадиста“. Амерички обавештајци упозоравали су на „елементе“ Хезболаха и Ал Каиде међу либијским побуњеницима. Лидери побуњеника потврдили су везе са Алкаидом.

## Територије под контролом зараћених страна
До краја фебруара, Гадафи је изгубио контролу над значајним делом земље, укључујући градове Мисурата и Бенгази као и важних лука Рас Лануф и Мерса Брега. Либијски побуњеници су формирали Прелазни национални савет, а њихова штампа је почела да ради у Сиренаици.
Дана 15. марта, либијске оружане снаге су кренуле у контраофанзиву, повратили су Мерса Брегу и кренули су према Аџдабији и Бенгазију. Осигурале су контролу над Триполијем, Сиртом, Зилтеном и Сабхом, као и другим градовима.
Под Гадафијевом контролом налази се елитна Хамисова бригада, као и друге лојалне војне и полицијске јединице, а верује се и мањи број плаћеника. Неки од Гадафијевих званичника, као и значајан број садашњих или пензионисаних војника, кренули су у протесте и захтевали су спољашњу помоћ како би могли да се супротставе.
Дана 17. марта, од 22 општине у Либији, 12 је било под контролом Гадафија, а 7 под контролом побуњеника, док је 3 било подељено. Током априла и маја, борбе су се одвијале у градовима Мисурата, Рас Лануф, Брега и Аџдабија, те су стога ови градови често мењали господаре.
Дана 12. јуна, либијски представник за штампу др Муса Ибрахим је известио да владине снаге контролишу земљу од Аџдабије до Туниса и од мора до југа Либије.

## Унутрашње и међународне реакције
Политички и војни предводници побуњеника су са седиштем у Бенгазију основали Прелазни национални савет као свој највиши политички орган. Либијски секретар Општег народног комитета за правду Мустафа Абдул Џелал и секретар Општег народног комитета за унутрашње послове Абдул Фатах Јунис први су од високих либијских званичника који су поднели оставке и прикључили се побуњеничким редовима. Касније, оставку је поднео и секретар Општег народног комитета за иностране послове и међународну сарадњу др Муса Куса, а почетком јуна и секретар Административног комитета Либијске нафтне корпорације др Шукри Ганем, али нису се прикључили побуњеницима. И неки нижи политички, војни и дипломатски званичници су поднели оставке, а неки од њих су и пришли побуњеницима.
Неке државе и међународне организације осудиле су и критиковале наводну употребу силе против либијског цивилног становништва. Међутим, никарагвански председник Данијел Ортега, севернокорејски вођа Ким Џонг Ил, бивши кубански председник Фидел Кастро и венецуелански председник Уго Чавез, међу онима су који су пружили јаку подршку Гадафију.
Арапска лига је суспендовала учешће Либије у њеним заседањима и на ванредном заседању 22. фебруара је дала изјаву осуђујући „злочине против актуелних мирних народних протеста и демонстрација у неким либијским градовима“. Либија је 1. марта суспендована из Савета за људска права ОУН. Дана 26. фебруара, донео је Савет безбедности Организације уједињених нација своју Резолуцију 1970 којом су уведене санкције против либијских власти, Муамера ел Гадафија и њему блиских људи, а такође је позван Међународни кривични суд у Хагу да истражи наводну неоправдану употребу силе против цивилног становништва. Савет за сарадњу арапских држава Персијког залива је у својој заједничкој изјави од 8. марта позвао Савет безбедности Организације уједињених нација да донесе одлуку о успостављању зоне забране лета, а исто то је урадила и Арапска лига у својој изјави од 12. марта, где су само против тога гласали Алжир и Сирија. Крајем августа, Арапска лига је у своје чланство као либијског представника примила Прелазни национални савет.
Дана 11. априла, јужноафрички председник Џејкоб Зума је изјавио да је либијски вођа Муамер ел Гадафи прихватио мировни план који је предложила Афричка унија. Међутим, овај план су побуњеници одбили. Посредничку улогу у окончању сукоба делимично врши Русија која је слала председничког изасланика Михаила Маргелова у Бенгази и Триполи. Председник Међународне шаховске федерације Кирсан Иљумжинов је након сусрета са либијским вођом Муамером ел Гадафијем изјавио да је Гадафи спреман за разговоре са НАТО и побуњеницима, али је одбацио могућност одласка са власти. Дана 22. јуна, НАТО је одбацио позив Италије и Арапске лиге за прекид ватре. Портпарол побуњеничког Прелазног националног савета Махмуд Шамам је потврдио индиректне контакте са припадницима Гадафијевог режима.
Дана 5. маја, Међународна контакт група за Либију је одлучила да успостави посебан новчани фонд за помоћ побуњеницима. САД планира да замрзнути новац либијске владе пребаци на рачун побуњеника, док је Русија критиковала западну коалицију због најављене помоћу побуњеницима и упозорила да се не сме прекорачити мандат Савета безбедности ОУН. Заменик шефа либијске дипломатије Халид Каим је назвао овај потез незаконитим јер побуњеници нису међународно призната власт.
Дана 6. маја у Триполију је одржана Национална конференција либијских племена. Племенске вође су позвале на маршеве за ослобођење градова под контролом побуњеника и на израду закона о општој амнестији.
Дана 16. маја, главни тужилац Међународног кривичног суда Луис Морено Окампо је затражио хапшење либијског вође Муамера ел Гадафија, његовог сина Сејфа ел Ислама Гадафија и шефа обавештајне службе Абдулаха ел Сануса због наводно почињених злочина против човечности. Дана 9. јуна, главни тужилац је саопштио да поседује доказе да је либијски вођа Муамер ел Гадафи наредио војницима масовна силовања жена. Ове тврдње је Либија одбацила и оптужила НАТО за ратне злочине. Дана 27. јуна 2011, након претходног захтева главног тужиоца, Међународни кривични суд у Хагу расписао је потерницу за либијским вођом Муамером ел Гадафијем, његовим сином Сејфом ел Исламом и шефом обавештајне службе Абдулахом ел Санусијем. На самиту Афричке уније од 2. јула 2011, државе чланице су одлучиле да неће спровести налог Међународног кривичног суда.
Побуњенички Прелазни национални савет као легитимну власт до сада је признало преко 80 држава. Међу њима су све сталне чланице Савета безбедности.

## Хронологија
За време рата НАТО је извео више од 26.000 борбених летова у којима је уништено 5.900 војних мета, укључујући 1.000 тенкова, оклопних возила и тешког наоружања.

## Медији и интернет
Велику улогу у обликовању јавног мњења одиграле су сателитске телевизије на арапском језику, нарочито катарска телевизија Ал Џазира, која је од почетка извештавала о сукобима. Постоје и мишљења да је извештавање ових телевизија било у функцији ширења дезинформација и пропаганде против Гадафијевог режима.
Од самог почетка сукоба, на интернету је отпочео виртуелни рат између присталица Гадафија и присталица побуњеника. Формиране су тзв. групе подршке на друштвеним мрежама Фејсбуку и Твитеру. Интернет рат се такође одвија на Јутјубу, као и на другим интернет мјестима.
Као једна од најистакнутијих група за подршку Гадафију је Support for Muammar al Gaddafi from the people of Serbia која тренутно броји преко 73.000 чланова. У њиховој организацији у Београду је одржано неколико скупова подршке пуковнику Гадафију и либијском народу. Српска радикална странка је 9. априла 2011. у Београду организовала митинг подршке либијском народу.
Дана 4. септембра, на Тргу републике у Београду одржан је још један митинг подршке Гадафију на коме је било око 300 учесника.
Као најистакнутија група за подршку побуњеницима је Либијски омладински покрет (енгл. Libyan Youth Movement). Овај покрет је јавно оптужио интернет кориснике из Србије да активно пружају подршку Гадафију и либијској власти.